# Kálmán Darányi
Kálmán Darányi (22 de març de 1886, Budapest, Imperi Austrohongarès - † 1 de novembre de 1939, Budapest, Hongria) fou un polític conservador hongarès d'origen noble, primer ministre del 1936 al 1938. Oposat als feixistes hongaresos, durant el seu govern s'apropà cada cop més, tanmateix, a les potències feixistes (Alemanya i Itàlia). La seva política interior fou de caràcter autoritari.

## Origen i primers càrrecs
Darányi pertanyia a una família de la minoria alemanya que havia adoptat el cognom recentment. Nascut fora del matrimoni, fou reconegut i adoptat formalment pel seu pare, secretari d'estat d'agricultura. El seu oncle havia estat ministre de la mateixa cartera el 1895-1903 i entre el 1901 i el 1910.
Va començar la seva carrera política com ispán i més endavant fou secretari d'estat amb István Bethlen. Tant a Hongria com a l'estranger se'l considerà sempre un fidel representant d'István, a qui es creu que li va deure el seu càrrec de ministre al gabinet de Gömbös.
Terratinent conservador i expert en agricultura, fou ministre d'agricultura al gabinet del seu predecessor, el radical Gyula Gömbös, des d'inicis del 1934. Amb l'empitjorament de la salut de Gömbös l'estiu del 1936, el regent Miklós Horthy, cansat de les polítiques extremistes del primer ministre, va sol·licitar la seva renúncia, en va. Hagué d'esperar a la seva mort a l'octubre per nomenar Darányi per al càrrec. Malgrat la seva proximitat a Bethlen, Darányi havia sabut congeniar amb Gömbös i amb la secció més d'ultradreta del partit governamental, en part gràcies al seu tacte, savoir-faire, actitud conciliadora i habilitat en el tracte. De fet, aquest caràcter i el suport del regent va permetre-li fer-se provisionalment amb les regnes del govern quan Gömbös hagué de ser internat per problemes renals al maig.

## Gabinet en temps de crisi

### Creixement de la ultradreta
De personalitat menys accentuada que el seu predecessor, Darányi hagué de bregar amb una situació nacional complicada, caracteritzada pel creixement dels grups extremistes de dreta —sobretot del Partit de la Creu Fletaxa— que tenien el suport de l'Alemanya Nazi, que proliferaven en un ambient de crisi econòmica, antisemitisme i dictadura semifeudal defensada per l'alta burgesia (sovint jueva). Darányi s'enfrontà als radicals d'una manera moderada: mentre prohibia els grupuscles més destacats, no acabà d'anihilar-los del tot, fomentant-ne finalment el seu creixement amb les seves mesures dubitatives. El propi govern afavorí indirectament l'enfortiment de la ultradreta en revifar les organitzacions patriòtiques que havien romàs passives des de començaments de la dècada anterior. Darányi esperava que aquestes associacions servissin d'instrument per canalitzar l'entusiasme de la ultradreta, animada pels èxits diplomàtics de Hitler.
A les pròpies estructures d'estat, hagué d'enfrontar-se a la postura proalemanya del cos d'oficials que, favorable a la política del ja difunt Gömbös, no veia amb bons ulls l'allunyament d'Alemanya que tractava de realitzar el primer ministre i intentava immiscir-se en la política nacional. Després de la mort de Gömbös, aconseguí reprendre el control del partit, en què es varen abolir algunes de les seccions de caràcter feixista creades pel seu antecessor.
El març del 1937 va desbaratar un cop d'estat dels partidaris de Gömbös, amb el suport d'Alemanya —en descobrir-se el pla part del personal de l'ambaixada va haver de ser substituït, inclòs el propi ambaixador. Com a reacció, es va prendre l'armament que Gömbös havia lliurat a les societats secretes i es rellevà alguns alts comandaments, tot i que amb poques conseqüències.
Al llarg de l'any, s'aprovaren certes mesures socials —aprovació de la setmana laboral de quaranta-vuit hores i diumenges festius, vacances pagades, certes prestacions socials als treballadors agrícoles— que, juntament amb la millora progressiva de l'economia, afavoriren els estrats més humils de la societat. El descontentament social i polític, tanmateix, era notable: el desig de més justícia social es plasmà en el creixement dels grups feixistes, el de les classes mitjanes cristianes de millorar llur situació, en una accentuació de l'antisemitisme.
El govern de Darányi va abolir també el sufragi públic, però mantingué el cens extremadament limitat —amb el suport de les classes mitjanes, que s'oposaven a estendre el dret al vot.

### Política exterior
En política exterior —que va deixar fonamentalment en mans de Kálmán Kánya— va haver d'enfrontar-se a complicades relacions amb dos suposats aliats en l'objectiu de revisar el tractat del Trianon: Itàlia i Alemanya. Després de les complicacions per la Segona Guerra Italo-Etíop, Itàlia va perdre l'interès en l'aliança que mantenia des de temps de Gömbös amb Àustria i Hongria, tot permetent que el seu dèficit comercial amb els dos països creixés. El bloc revisionista centrat en la Itàlia feixista es va veure afeblit. D'altra banda, els intents austríacs d'afavorir les conerses entre Praga i Budapest amb l'esperança que la possible cooperació entre la Petita Entesa i el Bloc de Roma protegís Viena de l'amenaça alemanya —aguditzada després de la remilitarització de Renània el març del 1936— fracassaren. A la primavera del 1937, començaren les negociacions amb Txecoslovàquia, interessada a millorar les seves relacions amb Hongria atès l'afebliment de França i la seva passivitat i Gran Bretanya davant de les accions de Hitler. Aquestes converses foren mal vistes per Alemanya, que a la tardor ja havia completat els plans d'atac a Txecoslovàquia, per als quals desitjava la participació hongaresa.
Alhora, la influència alemanya creixia. Per alleujar la greu crisi econòmica, Hongria havia acceptat acords comercials amb Alemanya el 1931 i el 1934. Mentre Alemanya es comprometia a adquirir una part substancial i cada cop major de la producció agrícola hongaresa, aquest país acceptava dels alemanys el pagament en espècie, fonamentalment en articles industrials. La relació es va convertir en dependència d'Hongria en Alemanya, que aconseguia d'aquesta manera no només aconseguir abastiment, sinó un mitjà de pressió important en la política del país.
Amb l'augment de la influència alemanya, l'allunyament d'Itàlia (entregada primer a la guerra amb Etiòpia i després en la Guerra Civil Espanyola), la crisi de Renània i la creació de les Potències de l'Eix, Darányi es veié exposat cada cop més a una situació dominada per Alemanya. La política de Gömbös d'equilibri entre totes dues potències revisionistes alhora que s'impulsava el canvi de la situació creada després de la guerra mundial estava perdent la seva validesa. Els intents del govern de Darányi de formar un bloc de contrapès al poder alemany, bé a través de la millora de relacions amb els països veïns de la Petita Entesa com mitjançant la creació d'una aliança que inclogués Polònia fracassaren. Abandonada Àustria a la seva sort i amb l'annexió imminent a Alemanya, Hongria havia tractat de formar un bloc de països que havien de limitar la influència alemanya o soviètica —la «tercera Europa», en què havien de participar Polònia, Hongria, Romania, Iugoslàvia i Itàlia.
El país va adoptar, d'altra banda, una actitud aparentment de més equilibri entre els franco-britànics i els italo-germans que la que havia mantingut durant el govern de Gömbös, però l'equilibri era més aparent que real. El seu govern va intentar, en especial, guanyar-se el favor dels britànics, àdhuc a costa d'indisposar a vegades italians i alemanys.
Després d'una visita a Berlín a finals de novembre del 1937, Darányi va advocar, amb el suport de Horthy i del president del Banc Nacional, el brillant economista Béla Imrédy, per posar en marxa un programa de rearmament. Per primera vegada en el període d'entreguerres, els mandataris hongaresos veien possibilitats reals de recuperar part del territori perdut després de la guerra mundial, gràcies a l'actitud de Hitler sobre Txecoslovàquia. En l'entrevista amb Hitler, aquest semblava haver-los promès la recuperació tant d'Eslovàquia com de Rutènia. Els dos països havien decidit coordinar llurs plans d'agressió a Txecoslovàquia. Després de la visita a Hitler, Darányi va permetre que les negociacions amb Praga s'estanquessin. Els intents de Txecoslovàquia de reprendre-les a la primavera del 1938 acabaren sent estèrils.
En preparació a un apropament a Alemanya i amb l'objectiu de trobar-se preparats en cas de conflicte, el març del 1938 Darányi anuncià un programa de rearmament i una nova legislació antisemita. Darányi, escollit per al càrrec amb la tasca de limitar l'apropament a Alemanya, abandonà aquest rumb després de la visita a Berlín, que donà inici a una dretització de la política hongaresa, tant externa com interna. El primer ministre va alinear cada cop més la seva política a l'alemanya, distanciant-se de França, Gran Bretanya i Itàlia. A començaments d'any, el seu govern va decidir permetre l'annexió alemanya d'Àustria, malgrat la seva anterior proximitat amb aquest país; el procés semblava per aleshores inevitable. Les potències no semblaven disposades a intervenir en favor d'Àustria i Hongria no comptava amb la força militar per evitar l'annexió. La concentració internacional —en especial la de la Petita Entesa— en aquesta crisi va permetre a Darányi posar en marxa el programa armamentístic sense oposició. Hongria fou dels primers països a felicitar Berlín per l'ocupació del país veí el 13 de març. A demanda de Budapest, inquieta per la veïnat alemanya a pesar de les felicitacions oficials, Berlín va garantir la frontera comuna el 19 de març. L'annexió a més va augmentar la dependència econòmica hongaresa d'Alemanya: després d'ella, al voltant de la meitat del comerç exterior hongarès quedà dominat per Berlín. Per al govern de Budapest, tanmateix, la seva passivitat davant de l'avanç alemany havia de servir perquè Berlín col·laborés en la recuperació de territoris de Txecoslovàquia, el seu vertader objectiu en la crisi.
Com a part del programa de reformes, Imrédy tornà al consell de ministres el 9 de març com a ministre de coordinació econòmica. es nomenà a més un nou ministre d'agricultura, que va substituir en aquesta tasca el primer ministre A finals de mes, el gabinet va presentar al Parlament la legislació antisemita juntament amb el pressupost i va aconseguir la seva aprovació. Aquesta llei, que definia els jueus com grup religiós i no racial, no admetia les converses posteriors a la caiguda de la República Soviètica Hongaresa i limitava el seu nombre al 20% dels treballadors a la premsa, teatre, justícia, medicina o companyies de certa mida. La mesura va resultar insuficient per calmar els antisemites.
Cada cop més proper a Alemanya, havent rebutjat continuar negociant amb la Petita Entesa, afavorit els plans militars conjunts germano-hongaresos contra Txecoslovàquia i mostrat la seva disposició a atacar aquest país, Horthy va decidir reemplaçar-lo. Va acabar essent substituït el maig del 1938 per un primer ministre —Imrédy— que havia d'haver estat més procliu a Gran Bretanya, potència a la qual Hongria tractà d'apropar-se per contrarestar el poder alemany després del fracàs de les negociacions amb els seus veïns el 1937 i el 1938. Les relacions de Darányi amb una organització radical de dreta fou l'excusa que el regent emprà per al relleu. Darányi, intentant obtenir el suport de la ultradreta, cada cop més creixent, havia entrat en contacte amb Ferenc Szálasi i li havia proposat entrar al govern. Les negociacions privades que havien conduït a un acord sortiren finalment a la llum i Horthy, que no s'estimava Szálasi, va acceptar les exigències de Tibor Eckhardt i d'István Bethlen i va fer destituir Darányi. El nomenament com a nou primer ministre d'Imrédy, que s'anuncià el 13 de maig, va comptar amb l'acord del propi Darányi, del regent i de l'oposició.

## Últims anys
Després de dimitir, passà a presidir les Corts Hongareses. Durant les negociacions que conduïren al primer arbitratge de Viena, viatjà en va a Berlín per tractar d'aconseguir el suport de Hitler a les posicions hongareses, per a la qual cosa va oferir concessions com firmar el pacte Anti-Komintern, l'abandó de la Societat de Nacions o la firma d'un acord econòmic amb Berlín.
A començaments de novembre, el govern de Budapest va encarregar-li tractar d'obtenir el suport de Hitler per a l'ocupació de Rutènia, que havia quedat fora de les concessions aconseguides en l'arbitratge signat recentment. Alemanya i Itàlia, emperò, vetaren la presa del territori.